# ʖ
Cette page contient des caractères spéciaux ou non latins. S’ils s’affichent mal (▯, ?, etc.), consultez la page d’aide Unicode.
ʖ, appelé coup de glotte inversé est une lettre latine qui était utilisée dans l’alphabet phonétique international de 1928 à 1989.
Elle est généralement formée à partir d’un coup de glotte ‹ ʔ › inversé (réfléchi verticalement) mais est historiquement plutôt dérivée de la lettre c.

## Utilisation
Harry Johnston utilise quatre symboles similaires, dérivés de la lettre c, pour les clics zoulous dans A comparative study of the Bantu and semi-Bantu languages publié en 1919, :
- ‹ ʖ ›, clic dental ;
- ‹ ʖ ›, clic alvéolaire ;
- ‹ ʖ ›, clic palatal ;
- ‹ ʖ ›, clic latéral.

Dans les années 1920, le symbole ʖ est utilisé par L’Association phonétique internationale dans l’Écriture phonétique de 1921 ou par Clement Martyn Doke pour représenter un clic alvéolaire latéral sourd, mais d’autres symboles sont utilisés pour les autres clics : le t culbuté ‹ ʇ › pour le clic dental, le c étiré ‹ ʗ › et le k culbuté ‹ ʞ ›. En 1929, Archibald Norman Tucker, et en 1938, Douglas Beach, reprennent ces symboles, ajoutant un symbole pour le clic palatal : un t culbuté barré ‹ ʇ › pour Tucker et un ech double barre ‹ 𝼋 › (ainsi que des symboles bouclés ‹ 𝼌 𝼏 𝼍 𝼎 › pour les clics nasalisés) pour Beach.
Dans l’alphabet phonétique international, le coup de glotte inversé represente un clic alvéolaire latéral, remplacé depuis 1989 par la double barre ‹ ǁ › appelée clic latéral dans Unicode.

## Usage informatique
Le coup de glotte inversé peut être représenté avec les caractères Unicode suivants :
- sans capitale
- minuscule ʖ : U+0296 .

Il est aussi souvent utilisé pour créer des emoticones comme il fait penser à un nez, par exemple "( ͡° ͜ʖ ͡°)".